# ناحیه تور غر
ناحیه تور غر (به انگلیسی: Torghar District) یک منطقهٔ مسکونی در پاکستان است که در خیبر پختونخوا واقع شده‌است. ناحیه تور غر ۴۹۷ کیلومتر مربع مساحت و ۱۷۱٬۳۹۵ نفر جمعیت دارد.